# Trybunał inkwizycji w Rovigo
Trybunał inkwizycji w Rovigo – sąd inkwizycji dla diecezji Adrii, mający swą siedzibę w Rovigo. Istniał od połowy XVI wieku do 1797. Był kierowany przez franciszkanów konwentualnych i należał do struktur inkwizycji rzymskiej.

## Historia
Diecezja Adrii od 1254 aż do połowy XVI wieku podlegała jurysdykcji franciszkańskich inkwizytorów prowincji Marchii Trewizańskiej, co było wielokrotnie potwierdzane (np. w 1530 przez kapitułę prowincjonalną zakonu franciszkanów). Jednak dopiero po utworzeniu przez papieża Pawła III Kongregacji Świętego Oficjum Inkwizycji w Rzymie (1542) i zreformowaniu inkwizycji w Republice Weneckiej w celu walki w reformacją (1547) utworzony został na stałe trybunał inkwizycyjny z siedzibą w Rovigo. Pierwszym znanym inkwizytorem Rovigo został franciszkanin Girolamo Fanti da Lendinara(1547). Jego następca, Accursio Bettis Sammartini da Belluno (1551), skazał na śmierć Benedetto del Borgo da Asolo, zwanego „biskupem anabaptystów”. Jednakże w następnej dekadzie, diecezja Adrii została podporządkowana najpierw inkwizytorowi Padwy Massimiliano Beniami da Crema (1563–1567), a następnie (1569) sprawowanie w niej urzędu inkwizycji oddano w ręce dominikanów z prowincji lombardzkiej. Od 1569 działał w Rovigo i Adrii dominikanin Pietro Martire Frachetti, który skazał na śmierć dwóch protestantów.
Dopiero około 1590 doszło do ponownego – tym razem na stałe – przekazania inkwizycji w diecezji Adrii w ręce franciszkanów konwentualnych i stabilizacji siedziby trybunału we franciszkańskim konwencie w Rovigo. Działał on do końca istnienia Republiki Weneckiej, jako jeden z trybunałów rzymskiej inkwizycji, podporządkowanej Kongregacji Świętego Oficjum w Rzymie.  W wyniku inwazji rewolucyjnej Francji na północne Włochy w 1797 w wielu miejscach Republiki Weneckiej wybuchały rewolty. W maju 1797 Rovigo zostało zajęte przez wojska rewolucyjne. 9 czerwca 1797 nowe władze municypialne rozwiązały trybunał inkwizycji.

## Organizacja
Siedzibą trybunału od około 1590 był konwent franciszkanów konwentualnych w Rovigo. W skład trybunału wchodzili też – oprócz inkwizytora – także przedstawiciel biskupa Adrii oraz świeccy urzędnicy. Inkwizytorowi Rovigo podlegało siedmiu wikariuszy generalnych i dwóch wikariuszy rejonowych. Ich jurysdykcja obejmowała obszar diecezji Adrii oraz opactwa terytorialnego Vangadizza.

## Archiwum
Archiwum trybunału z Rovigo w dużej mierze ocalało i jest przechowywane w Archivio Diocesano di Adria e Rovigo. Na podstawie zachowanej dokumentacji wiadomo, że trybunał ten skazał na śmierć cztery osoby, z czego trzy faktycznie stracono: Benedetto del Borgo da Asolo (1551), Girolamo Biscaccia (1570) i Alfonso Ariano (1571).

## Lista inkwizytorów
- Girolamo Fanti da Lendinara OFMConv (1547–1550)
- Accursio Bettis Sammartini da Belluno OFMConv (ok. 1550–1558)[2]
- Cornelio Divo da Venezia OFMConv (1558–1559)
- Matteo Micheli da Bergamo OFMConv (1559)
- Sebastiano Delio da Castel Durante OFMConv (1559–1562)
- Giulio Cortivo OFMConv (1562–1563)[3]
  - Massimiliano Beniami da Crema OFMConv, inkwizytor Adrii-Rovigo i Padwy (1563–1567)[3]
- Marco Antonio da Meldola OFMConv (1567-1569?)
- Pietro Martire Frachetti da Rovigo OP (1569–1590?)[3][4]
- Teofilo Borgondio da Rovigo OFMConv (1590–1592)[3]
- Lorenzo Valmarana da Vicenza OFMConv (1592–1605)[3]
- Guido Bartolucci d'Assisi OFMConv (1605–1610)
- Agostino Lachino da Osimo OFMConv (1610–1638)
- Remigio Magnavacca OFMConv (1638–1642)
- Francesco Serra OFMConv (1642–1645)
- Francesco Sertorio da Castelfidardo OFMConv (1645–1649)
- Bonaventura de Baptistis da Fano OFMConv (1649–1652)
- Francesco Angeli da Amatrice OFMConv (1652–1654)
- Pietro Martire Rusca OFMConv (1654–1656)
- Francesco Rambalducci da Verrucchio OFMConv (1656–1658)
- Emilio Tensini da Crema OFMConv (1658–1659)
- Carlo Antonio Bellagranda da Ferrara OFMConv (1659–1661)
- Agostino Giorgi da Bologna OFMConv (1661–1663)
- Oliviero Tieghi da Ferrara OFMConv (1663–1668)
- Francesco Amazzano d'Argenta OFMConv (1668–1669)
- Antonio Dall'Occhio da Ferrara OFMConv (1669–1674)
- Giovanni Paolo Giulianetti da Firenze OFMConv (1675–1679)
- Serafino Gotarelli da Castelbolognese OFMConv (1679–1681)
- Francesco Antonio Francati da Rovigo OFMConv (1681–1691)
- Camillo Ronchi da Valcamonica OFMConv (1691–1693)
- Giacomo Monti da Bologna OFMConv (1693–1701)
- Giovanni Pellegrino Galassi da Bologna OFMConv (1701–1704)
- Antonio Girolamo Cagnacci OFMConv (1704–1706)
- Mauro Andrezzini da Roma OFMConv (1706–1710)
- Bonaventura Zildoli da Bologna OFMConv (1710–1712)
- Carlantonio Panni OFMConv (1712-1716)
- Antonio Maria Piazzola da Venezia OFMConv (1716–1723)
- Costantino Pazzaglia da Rimini OFMConv (1723-1727)
- Giovanni Battista Rubana OFMConv (1727–1737)[5]
- Giovanni Battista Rossi OFMConv (1737–1738)[6]
- Carlippolito Baratti da Rovigo OFMConv (1738–1746)[7]
- Francesco Antonio Benoffi da Pesaro OFMConv (1746–1750)[8]
- Carlo Giacinto Scarponi da Rimini OFMConv (1750–1753)[9]
- Felice Giro da Padova OFMConv (1753–1766)[10]
- Giulio Antonio Sangallo OFMConv (1766–1780)[11]
- Tommaso Turretta OFMConv (1780–1797)[12]